# Episodi di Oz (sesta stagione)
La sesta e ultima stagione della  serie televisiva Oz, composta da otto episodi, è stata trasmessa sul canale statunitense HBO dal 5 gennaio 23 febbraio al 2003.
In Italia, la stagione è stata pubblicata interamente sulle piattaforme Sky Box Sets e Now TV l'8 novembre 2017.
| nº | Titolo originale                         | Titolo italiano           | Prima TV USA     | Pubblicazione Italia |
| -- | ---------------------------------------- | ------------------------- | ---------------- | -------------------- |
| 1  | Dead Man Talking                         | Macbeth                   | 5 gennaio 2003   | 8 novembre 2017      |
| 2  | See No Evil, Hear No Evil, Smell No Evil | Istinti di sopravvivenza  | 12 gennaio 2003  | 8 novembre 2017      |
| 3  | Sonata da Oz                             | Vendetta                  | 19 gennaio 2003  | 8 novembre 2017      |
| 4  | A Failure To Communicate                 | Mancanza di comunicazione | 26 gennaio 2003  | 8 novembre 2017      |
| 5  | 4Giveness                                | Perdona e dimentica       | 2 febbraio 2003  | 8 novembre 2017      |
| 6  | A Day in the Death                       | Una giornata con la morte | 9 febbraio 2003  | 8 novembre 2017      |
| 7  | Junkyard Dawgs                           | La fine del mondo         | 16 febbraio 2003 | 8 novembre 2017      |
| 8  | Exeunt Omnes                             | Uscire di scena           | 23 febbraio 2003 | 8 novembre 2017      |

## Macbeth
- Titolo originale: Dead Man Talking
- Diretto da: Adam Bernstein
- Scritto da: Tom Fontana

### Trama
Augustus aveva scritto delle memorie prima di morire e come testamento decide che a leggerle siano McManus, Said e Redding, quest'ultimo però rifiuta. Suzanne propone di allestire uno spettacolo teatrale sul McBeth di Shakespeare e Padre Meehan ottiene la parte di protagonista, prima di morire improvvisamente una notte per un aneurisma. Intanto il sindaco Loewen viene incriminato per duplice omicidio a sfondo razziale e le tensioni esplodono in città e di conseguenza tra la popolazione nera di OZ, costringendo Glynn a chiamare l'ennesima serrata. Schillinger, Stanton e Alvarez vengono rilasciati dall'isolamento per sovraffollamento; Alvarez accetta di far pace con Guerra dopo anni di odio fra i due. Franklin Winthrop tenta il tutto per tutto pur di non restare lo schiavo sessuale di Schillinger e chiede al capo di poter entrare nella fratellanza ariana. In cambio uccide il padre di Beecher poco dopo che questi si era incontrato col figlio.

## Istinti di sopravvivenza
- Titolo originale: See No Evil, Hear No Evil, Smell No Evil
- Diretto da: Marc Klasfeld
- Scritto da: Tom Fontana e Sunil Nayar

### Trama
Beecher ottiene finalmente la libertà vigilata. La ricostruzione di OZ ha liberato sostanze nocive nel reparto isolamento, facendo ammalare White, Penders e molto più gravemente Carlos Martinez. Un'offerta di lavoro nel telemarketing viene proposta in Oz e Redding la vede come valida alternativa di profitto allo spaccio di droga, che vuole chiudere dopo la morte di Augustus. Alvarez prova a riconciliarsi con Maritza. Peter Schibetta prova a vendicarsi nei confronti di O'Reily (che, insieme ad Adebisi aveva ucciso suo padre Nino anni prima), provando a lanciare il malocchio a sua madre Suzanne, dopo averlo lanciato a Padre Meehan. Ryan però riesce a convincere Pancamo che la vittima del maleficio sia lui, e tanto basta all'italiano per far fuori brutalmente Peter col supporto di Urbano.

## Vendetta
- Titolo originale: Sonata da Oz
- Diretto da: Judy Dennis
- Scritto da: Tom Fontana e Sunil Nayar

### Trama
Dopo 6 anni di attesa e soprusi, Beecher lascia finalmente OZ, non prima però di essere informato da Alvin Yood che il padre è morto proprio per mano di Schillinger. Alvin suggerisce a Beecher di vendicarsi facendo fuori il sindaco Wilson Loewen. Tuttavia Loewen si è nel frattempo inimicato sia il governatore Devlin (minacciando di rivelare alla stampa le sue frodi elettorali se non l'avesse fatto uscire al più presto da Oz) che Schillinger stesso e quando, una notte, il detenuto William Brandt taglia la gola al sindaco, non è dato sapere chi tra Beecher, Schillinger o Devlin, abbia ordinato l'omicidio. Cyril viene sottoposto all'elettroshock per curare la crescente schizofrenia. Said decide di intraprendere un piccolo business nell'editoria, visto che non si trova il modo di pubblicare le memorie di Augustus per problemi legali, ma ad un incontro con un reporter viene improvvisamente ucciso.

## Mancanza di comunicazione
- Titolo originale: A Failure to Communicate
- Diretto da: David Von Ancken
- Scritto da: Tom Fontana e Bradford Winters

### Trama
L'assassino di Said si chiama Lemuel Idzik. L'uomo pur firmando la propria confessione, si rifiuta di spiegare i motivi di tale, inspiegabile gesto, ripetendo frasi sconnesse. Ryan apprende dell'arrivo a Oz di Jahfree Neema, ex membro delle Pantere Nere e amante di sua madre Suzanne. Beecher torna a Oz come avvocato di Keller, riuscendolo a farlo uscire dal braccio della morte. Arif prende il comando dei musulmani. I neri abbandonano il lavoro di telemarketing, lasciando solo Redding. Martinez non è morto per avvelenamento, ma è stato assassinato e Brass è il primo sospettato. White riesce a farsi trasferire di nuovo a Em City in cambio del suo silenzio sulla tossicità della prigione. Robson riesce a sbarazzarsi di Wolfang Cutler, che lo aveva reso suo schiavo sessuale.

## Perdona e dimentica
- Titolo originale: 4giveness
- Diretto da: John Hnery Davis
- Scritto da: Tom Fontana e Bradford Winters

### Trama
Jaz Hoyt viene giudicato mentalmente infermo e dovrà essere trasferito in un ospedale psichiatrico. I musulmani faticano a mandare avanti il business nell'editoria voluto da Said. Alvarez riceve a sorpresa la notizia che Wolfgang Cutler, da testamento, desidera lasciare a lui tutti i suoi averi. Robson viene giudicato positivamente per l'omicidio e riammesso da Schillinger nella Fratellanza Ariana. Glynn investiga nell'omicidio del sindaco Loewen e viene a sapere, pur non potendolo dimostrare con prove concrete, che Brandt era stato pagato da un AC, tale Adrian Johnson, per uccidere il sindaco. Busmalis riceve la visita di Norma e sua figlia, ricevendo per la seconda volta la proposta di matrimonio dalla donna. Keller sente la mancanza di Beecher, e in un eccesso di gelosia organizza un piano: lo prega di consegnare un farmaco illecito alla sua ex, inventando una storia che vede la donna gravemente malata di cancro, Beecher, con molta reticenza, si vede costretto ad accettare. Chris fa una soffiata e Beecher viene colto in flagranza di reato, violando così i termini della libertà vigilata e venendo rispedito a Oz.

## Una giornata con la morte
- Titolo originale: A Day in the Death...
- Diretto da: Daniel Loflin
- Scritto da: Tom Fontana, Sunil Nayar e Bradford Winters

### Trama
Keller viene respinto da Beecher e decide di stringere alleanza con Schillinger. Idzik viene trasferito a Em City in acquario con Omar, che però ha promesso a McManus di non toccarlo. Glynn continua a investigare su Johnson, trovando sempre più prove che lo implicano nell'omicidio del sindaco Loewen. Una delle infermiere, Gloria Grace, viene trovata colpevole degli omicidi di Martinez e Morales nell'infermeria. La vedova di Cutler fa visita ad Alvarez. Redding, in difficoltà col lavoro di telemarketing, boicotta il lavoro dei musulmani manomettemdo i macchinari per la rilegatura libri. L'esecuzione di Cyril viene rinviata all'ultimo secondo per decisione della Corte Suprema.

## La fine del mondo
- Titolo originale: Junkyard Dawgs
- Diretto da: Theodore Bogosian
- Scritto da: Tom Fontana e Chuck Schweitzer

### Trama
Due nuovi spacciatori: Stanley Bukowski e Alonzo Torquemada, arrivano a Oz, il primo viene immediatamente fatto fuori dai Siciliani, che vogliono mantenere il controllo sullo spaccio di droga. Keller non chiarisce la propria posizione, giura fedeltà sia a Beecher che a Schillinger, baciando entrambi. Idzik chiede a White di essere ucciso, il rifiuto di quest'ultimo spinge Lemuel a ucciderlo la sera stessa, tagliandogli la gola. Ryan riacquista la speranza che Cyril possa scampare all'esecuzione. Alvarez aspetta il colloquio per la libertà condizionale. Glynn ha sempre più chiaro il quadro della situazione sull'omicidio di Loewen, ma proprio quando sta per arrivare alla conclusione dell'indagine, viene ferito a morte da uno dei detenuti Lionel Kelsch,  su ordine di Johnson, immediatamente prima che una cerimonia di premiazione che lo riguarda, abbia inizio.

## Uscire di scena
- Titolo originale: Exeunt Omnes
- Diretto da: Alex Zakrzewski
- Scritto da: Tom Fontana

### Trama
Devlin viene accusato di essere coinvolto negli omicidi del sindaco Loewen e di Glynn. In risposta a tali accuse dà un mese di preavviso di licenziamento a McManus. Querns rimpiazza Glynn come direttore della prigione e comunica a McManus che se Devlin verrà arrestato potrà restare al suo posto. Brass impazzisce del tutto e prova a uccidere Jackson Vayhue sparandogli per averlo snobbato, ma l'uomo viene arrestato. Padre Mukada scopre che i genitori di Jaz Hoyt sono ricchi e lo hanno adottato, rintraccia la madre e le permette di far visita al figlio. Uno sconsolato Miguel, decide di tornare a far uso della droga che Torquemada gli offre. Rebadow e Stella si riconciliano, mentre Pablo accoltella un altro detenuto e viene spedito in buca. Nella recita del Macbeth, Keller dà a Beecher un pugnale vero al posto di quello di scena. L'uomo pugnala Schillinger, uccidendolo. Ryan, ancora segnato dall'esecuzione di Cyril, decide di perdonare il padre (che nel frattempo è stato spedito come prigioniero a Oz). Keller capisce di aver ormai perso la possibilità di tornare con Beecher e, in un atto di disperazione finale, si lancia da uno dei balconcini della prigione, facendo ricadere la colpa su Beecher. Prima di lanciarsi, l'uomo rivela a Tobias che non dovrà più preoccuparsi degli ariani. Egli ha infatti preparato un piano: ha spedito un pacco contenente una sostanza estremamente velenosa per uccidere istantaneamente tutti gli ariani che lavorano nelle poste e questo costringe McManus a ordinare un'evacuazione di massa di tutti i prigionieri. Gli ultimi istanti mostrano i detenuti, seduti sui sedili degli autobus penitenziari che li stanno portando via. McManus ricorda a tutti che il trasferimento è temporaneo e che torneranno a Oz un giorno. Nel frattempo la macchina da presa si sofferma sulle varie sezioni e celle della prigione, ormai vuote.
- Nota: Questo episodio ha una durata doppia rispetto ai precedenti. Sky Italia lo ha distribuito in due parti separate.